# サミウム
サミウム（Samium）は、古代メソポタミアの都市国家・ラルサの王。

## 略歴
低年代説によると、紀元前1912年から紀元前1877年までの間、都市国家ラルサを支配していた。
彼はアムル人であり、ザバイアと呼ばれる子がいた。